# World Professional Basketball Tournament 1942
L'edizione 1942 del World Professional Basketball Tournament  fu la quarta nella storia della manifestazione.
Vinsero il titolo gli Oshkosh All-Stars, che ebbero la meglio contro i Detroit Eagles.

## Risultati

### Prima fase
8 marzo 1942
- Detroit Eagles 46, Toledo White Huts 29
- Harlem Globetrotters 40, Hagerstown Conoco Oilers 33
- Aberdeen Army Ordinance Training Center 56, Fort Wayne Zollner Pistons 42

9 marzo 1942
- Chicago Bruins 56, Detroit AAA 46
- Sheboygan Redskins 34, Columbus Bobb Chevrolets 26
- New York Rens 55, Michigan City Steelers 37
- Oshkosh All-Stars 44, Davenport Central Turner Rockets 29
- Long Island Grumman Flyers 54, Indianapolis Kautskys 32

### Fase finale
|  | Quarti di finale           | Quarti di finale           |                      |                      | Semifinali                 | Semifinali                |  |  | Finale        | Finale |
|  |                            |                            |                      |                      |                            |                           |  |  |               |        |
|  | 9 marzo 1942               |                            |                      |                      |                            |                           |  |  |               |        |
|  |                            |                            |                      |                      |                            |                           |  |  |               |        |
|  | Detroit Eagles             | 40                         |                      |                      |                            |                           |  |  |               |        |
|  | Detroit Eagles             | 40                         | 11 marzo 1942        |                      |                            |                           |  |  |               |        |
|  | Aberdeen Army OTC          | 34                         |                      |                      |                            |                           |  |  |               |        |
|  | Aberdeen Army OTC          | 34                         | Detroit Eagles       | 44                   |                            |                           |  |  |               |        |
|  | 10 marzo 1942              |                            | Detroit Eagles       | 44                   |                            |                           |  |  |               |        |
|  |                            | Long Island Grumman Flyers | 43                   |                      |                            |                           |  |  |               |        |
|  | Long Island Grumman Flyers | Long Island Grumman Flyers | 43                   | 48                   |                            |                           |  |  |               |        |
|  | Long Island Grumman Flyers |                            | 12 marzo 1942        | 48                   |                            |                           |  |  |               |        |
|  | Chicago Bruins             | 38                         |                      |                      |                            |                           |  |  |               |        |
|  | Chicago Bruins             | 38                         | Detroit Eagles       | 41                   |                            |                           |  |  |               |        |
|  | 10 marzo 1942              |                            | Detroit Eagles       | 41                   |                            |                           |  |  |               |        |
|  |                            | Oshkosh All-Stars          | 43                   |                      |                            |                           |  |  |               |        |
|  | Harlem Globetrotters       | Oshkosh All-Stars          | 43                   | 37                   |                            |                           |  |  |               |        |
|  | Harlem Globetrotters       | 11 marzo 1942              |                      | 37                   |                            |                           |  |  |               |        |
|  | Sheboygan Redskins         | 32                         |                      |                      |                            |                           |  |  |               |        |
|  | Sheboygan Redskins         | 32                         | Harlem Globetrotters | 41                   | Finale per il terzo posto  | Finale per il terzo posto |  |  |               |        |
|  | 10 marzo 1942              |                            | Harlem Globetrotters | 41                   | Finale per il terzo posto  | Finale per il terzo posto |  |  |               |        |
|  |                            | Oshkosh All-Stars          | 48                   |                      |                            |                           |  |  |               |        |
|  | Oshkosh All-Stars          | Oshkosh All-Stars          | 48                   | 44                   | Long Island Grumman Flyers | 43                        |  |  |               |        |
|  | Oshkosh All-Stars          |                            |                      | 44                   | Long Island Grumman Flyers | 43                        |  |  |               |        |
|  | New York Rens              | 38                         |                      | Harlem Globetrotters | 41                         |                           |  |  |               |        |
|  | New York Rens              | 38                         |                      |                      | 41                         |                           |  |  |               |        |
|  |                            |                            |                      |                      |                            |                           |  |  | 12 marzo 1942 |        |
|  |                            |                            |                      |                      |                            |                           |  |  |               |        |

## All Tournament Team
- Buddy Jeannette, Detroit Eagles
- Moe Becker, Aberdeen Army Ordnance Training Center
- Sonny Boswell, New York Rens
- Bernie Price, Harlem Globetrotters
- Jerry Bush, Detroit Eagles
- Gene Englund, Oshkosh All-Stars
- Dolly King, Grumman Flyers
- Ed Milkovich, Hagerstown Conoco Oilers
- Mickey Tierney, Chicago Bruins
- Eddie Riska, Oshkosh All-Stars